# Луцька міська клінічна лікарня
Комунальний заклад «Луцька міська клінічна лікарня» — лікувально-профілактичний заклад та організаційно-методичний центр, що надає первинну, спеціалізовану та висококваліфіковану медичну допомогу мешканцям міста Луцька та жителям Волинської області.
Луцька міська клінічна лікарня розміщена на площі в 5,8 гектар, більше половини якої займає власний парк. Загальна площа приміщень головного лікарняного корпусу 19005,7 м².
У лікарні розгорнуто 18 лікувальних відділень на 700 ліжок, приймальне відділення, відділення інтраскопічної і функціональної діагностики, клінічна, біохімічна та бактеріологічна лабораторії, відділення фізіотерапії. Особливістю лікарні є наявність чотирьох обласних центрів з надання невідкладної медичної допомоги, а саме:
- опікового центру з відділенням реконструктивно-відновної хірургії;
- центру кардіоваскулярної патології та тромболізису на базі кардіологічного, неврологічного відділень та відділення реабілітації;
- обласного відділення інтенсивної терапії екстракорпоральних методів детоксикації, гіпербаричної оксигенації, гострих отруєнь та гемодіалізу;
- центру шлунково-кишкових кровотеч на базі відділення ургентної хірургії.

Режим роботи лікарні безперервний — 7 днів на тиждень, 24 години на добу відбувається поступлення та виписка хворих. Загалом у лікарні цілодобово чергують 12 лікарів різних спеціальностей і травмпункт.
Всього в лікарні 1040 працівників. З них — 175 лікарів, 440 середніх медичних працівники, 260 молодших медичних сестер, 51 спеціаліст з немедичною освітою та 115 робітників. Лікарі вищої та першої кваліфікаційних категорії становлять 86 % від загального складу лікарів. У їх числі 1 доктор медичних наук, 8 кандидатів медичних наук, 5 заслужених лікарів України. 80 % середніх медичних працівників мають першу і вищу кваліфікаційну категорію.
Щороку понад 20 тисяч хворих лікуються в стаціонарі закладу і ще близько 20 тисяч отримують невідкладну медичну допомогу амбулаторно.
У лікарні широко використовуються для своєчасної діагностики можливості відділення інтроскопічної і функціональної діагностики: ендоскопічні методи, ультразвукова діагностика, електрокардіографія, холтерівське моніторування для виявлення порушень ритму серця, реоенцефалографія, електроенцефалографія, реовазографія, велоергометрія, визначення функції зовнішнього дихання та спірографія, комп'ютерна та магнітно-резонансна томографії.
У рамках виконання заходів республіканської програми боротьби з серцево-судинними захворюваннями за кошти державного бюджету 2012 року придбаний 16-сканний комп'ютерний томограф. За кошти обласного бюджету в рамках виконання заходів відповідної обласної програми «Волинькард» закуплено та встановлено моніторну станцію для палат інтенсивної терапії відділення кардіології Луцької міської клінічної лікарні вартістю 200 000 грн.
Повноцінно обстежити хворих допомагають працівники клінічної, біохімічної та бактеріологічної лабораторій, які проводять до 3550 аналізів за добу, а саме до 1300 клінічних аналізів, 350 бактеріологічних і 1900 біохімічних аналізів в день. Лабораторія відділення реанімації працює цілодобово. Протягом останніх трьох років біохімічна лабораторія бере участь в Програмах міжлабораторних порівнянь результатів вимірювань «Клінічна біохімія в клінічній лабораторній діагностиці» та «Імунологія» і щороку в кожному з етапів показує 100 % достовірність результатів, у той час як середній показник в Україні становить близько 80 %.
У лікарні функціонує відділення малоінвазивної хірургії, оперативної ендоскопії. Постійно розширюється спектр малоінвазивних хірургічних втручань на органах черевної порожнини, малого тазу, ЛОР-органах та суглобах. З 2008 року функціонує кабінет літотрипсії, оснащений сучасним обладнанням для екстракорпоральної ударнохвильової терапії. 2011 року придбано ендохірургічне урологічне обладнання, що дозволило виконувати всі види малоінвазивних втручань при захворюваннях сечовивідних шляхів.
У складі лікарні є 2 реанімаційних відділення. Крім того, кардіологічне відділення лікарні — єдине в області, що має 20 інфарктних ліжок і палату інтенсивної терапії на 6 ліжок з цілодобовим лікарським і сестринським постом.
В обласному відділенні інтенсивної терапії екстракорпоральних методів детоксикації проводиться лікування хворих з нирковою недостатністю, де функціонують 5 діалізних залів з апаратами очистки води, проводиться адекватний бікарбонатний та ацетатний діаліз, що відповідає світовим вимогам. Щороку зростає кількість гемодіалізів з 5259 сеансів 2001 року до 16395 в 2011 року. Філіали відділення розгорнуті в містах Нововолинську та Ковелі. У січні 2012 року відкрито філіал в місті Любомль. Також у відділенні є барозал з двома барокамерами.
У Луцькій міській клінічній лікарні з 1991 року проводиться активна педагогічна діяльність: підготовка лікарів-інтернів, студентів. Лікарня є базою для проходження практики студентами медичних вузів та медичних училищ.
На базі лікарні функціонує філія кафедри хірургії факультету післядипломної освіти лікарів Львівського державного медичного університету. Оснащені кабінети для підготовки лікарів-інтернів і студентів. Проводиться науково-практична робота за різними напрямками. Лікарі та середній медперсонал беруть участь в конференціях та симпозіумах різних рівнів, їхні праці друкуються в наукових виданнях. Протягом 2011 року в закладі троє лікарів здобули наукове звання кандидата медичних наук. Ведеться робота з запровадження сучасних методик знеболення, на меті — отримання статусу «Лікарня без болю».
Розвивається напрямок міжнародного співробітництва. У серпні було підписано партнерську угоду про інституційну співпрацю з міською лікарнею м. Лечнів (Польща).
Керівництвом лікарні велика увага приділяється створенню комфортних умов перебування для пацієнтів та їхній безпеці. У закладі налагоджена система автономного резервного електропостачання, створений власний теплопункт, встановлено безпечну кисневу станцію для постачання в заклад медичного кисню. Ведеться робота з встановлення сучасної пожежної сигналізації.
За принципом співфінансування, з використанням спонсорських та залучених коштів проведено капітальні та поточні ремонти в багатьох відділеннях лікарні. У холах створені затишні комфортні зони відпочинку для пацієнтів. Відновлено покрівлю переходів та стерилізаційної, проведено ремонти приміщень операційного блоку, сходової клітки. 2011 року проведено капітальний ремонт в відділенні кардіології, ведеться капітальний ремонт відділення ортопедії та травматології. Розпочато поточні ремонти в відділеннях реабілітації, урології та ЛОР-відділенні. Проведено укріплення переходу між стаціонаром та поліклінікою № 2, ремонт та укріплення козирка над входом до адміністративного корпусу.
Лікарня забезпечена якісною постільною білизною, придбано нові матраци та подушки. Ведеться постійна робота з оновлення лікарняних ліжок. Щороку восени проводиться закупівля овочів, для збереження яких заклад має власне овочесховище.
У лютому 2011 року було введено в експлуатацію після капітального ремонту пральню лікарні. Під час ремонту було замінено кабелі електропостачання, труби водопостачання, повністю замінено обладнання.
Останнім часом в медичній практиці все ширше використовуються новітні інформаційні технології, результати функціональних та інструментальних досліджень найчастіше представлені в електронному вигляді. 2010 року в лікарні прокладено локальну комп'ютерну мережу. Встановлено власний файловий сервер. Заклад має вебсайт, впроваджується система узагальнення та організації спільного доступу до матеріалів клінічних, патологоанатомічних конференцій і наукових праць лікарів закладу. Цьогоріч[коли?] встановлені та під'єднані до локальної мережі комп'ютери на постах медсестер. Налагоджено комп'ютерну реєстрацію руху хворих. Відпрацьовано ведення електронного журналу звернень пацієнтів до травмпункту та миттєву передачу повідомлень про травматизм до відділу охорони праці міської ради електронною поштою. Організовано доступ пацієнтів до мережі Інтернет.
Актуальними залишаються питання створення у населення позитивного іміджу лікарняного закладу — лікарні, доброзичливої до пацієнта. Постійно контролюється дотримання стандартів спілкування з хворими та їх родичами, вивчається та аналізується думка пацієнтів щодо якості надання медичної допомоги. Моніторинг ведеться через скриньки побажань в кожному відділенні. Запроваджено опитування всіх пацієнтів, які виписуються зі стаціонару. Отримані відповіді аналізуються і застосовуються для підвищення якості медичної допомоги.
2011 року Луцька міська клінічна лікарня вже вдруге стала лауреатом всеукраїнського проєкту «Флагмани сучасної медицини».
3 лютого 2021 року Луцька міська клінічна лікарня отримала відзнаку «Чиста лікарня – безпечна для пацієнта»: відзнаку отримали 7 відділень лікарні, а ще 20 підтвердили цей статус, який отримали у 2015 році від Служби організації інфекційного контролю України (СОІК).
28 квітня 2021 року депутати Луцької міськради вирішили створити на базі Луцької міської клінічної лікарні комунальне підприємство «Медичне об’єднання Луцької міської територіальної громади», до якого мають увійти усі медичні заклади міста. 